# Metaclisis areolata
Metaclisis areolata är en stekelart som först beskrevs av Alexander Henry Haliday 1836.  Metaclisis areolata ingår i släktet Metaclisis och familjen gallmyggesteklar. Inga underarter finns listade i Catalogue of Life.